# Климовська (Тотемський район)
Кли́мовська (рос. Климовская) — присілок у складі Тотемського району Вологодської області, Росія. Входить до складу Калінінського сільського поселення.

## Населення
Населення — 42 особи (2010; 52 у 2002).
Національний склад (станом на 2002 рік):
- росіяни — 98 %